# Музеи в Никарагуа
Создание государственной системы музеев и развитие музейного дела в Никарагуа началось в 1890е годы (хотя формирование частных собраний и коллекций имело место и раньше).

## История
В 1893 году президентом Никарагуа стал Х. С. Селая, начавший реализацию мероприятий по развитию народного образования в стране. Во время его правления, в 1896 году в столице страны был открыт первый государственный музей - Национальный музей Никарагуа.
Из-за скудного финансирования и политической нестабильности в стране развитие музеев и пополнение их фондов проходило медленно.
С начала XX века страна фактически превратилась в колонию США, её экономика была подчинена интересам крупных американских корпораций и кредитно-финансовых институтов. Позднее, в период с 1912 до 1925 года и с 1926 по 1933 год Никарагуа была оккупирована войсками США, в 1927—1934 годы под руководством генерала А. Сандино шла национально-освободительная война.
В 1943 году статус дома-музея получил дом в городе Сьюдад-Дарио, в котором ранее проживал никарагуанский поэт Рубен Дарио.
В 1965 году в стране действовал только один крупный музей.
В 1971 году в стране имелось два музея - Национальный музей Никарагуа в Манагуа и музей «Тендери» в городе Масая.
После победы Сандинистской революции 19 июня 1979 года Сандинистский фронт национального освобождения  начал выполнение программы по развитию системы образования и культуры. Началась кампания по ликвидации неграмотности, были открыты новые школы, библиотеки и музеи.
Так, в 1979 году в городе Леон в здании закрытой тюрьмы был открыт историко-краеведческий музей, в городе Хинотега был открыт музей генерала А. Сандино, несколько зданий и сооружений (в частности, построенный в колониальные времена дом-музей в городе Гранада и поместье "гасиенда Сан-Хосинто") были признаны памятниками архитектуры, получили статус домов-музеев, были отремонтированы и открыты для посещения.
25 февраля 1990 года президентом страны стала Виолета Барриос де Чаморро, при поддержке США начавшая политику неолиберальных реформ, в результате финансирование образования, науки и культуры было сокращено.
По состоянию на 1991 год крупнейшими музеями страны являлись столичные музеи - Национальный музей Никарагуа, Музей Революции и Музей древнего человека.
В дальнейшем, правительством были предприняты меры по привлечению в страну иностранных туристов. Количество музеев увеличилось.
В 2000 году в городе Леон был открыт художественный музей. В 2007 году на острове Ометепе в помещениях бывшей табачной плантации (у места археологических раскопок индейского поселения доколумбовых времён) был открыт археологический музей "El Ceibo".
В 2023-2024 гг. в городе Хинотега был создан и в феврале 2024 года начал работу музей кофе.
Однако открытый в городе Гранада "музей какао и шоколада" (упоминаемый в туристических путеводителях) официально музеем не является - это филиал компании "Choco Museum", который зарегистрирован как магазин по продаже изделий из шоколада.